# 9399 Пеш
9399 Пеш (9399 Pesch) — астероїд головного поясу, відкритий 29 вересня 1994 року.
Тіссеранів параметр щодо Юпітера — 3,398.